# Grube Eisenkrämer
Die Grube Eisenkrämer ist eine ehemalige Eisen-Grube des Bensberger Erzreviers in Bergisch Gladbach. Das Gelände gehört zum Stadtteil Asselborn. Am 19. August 1847 wurde ein Schurfschein an die Herren Peter Klein und Theodor Eisenkrämer ausgestellt. Der nachfolgende Mutschein trägt das Datum 16. September 1847.  Die Verleihungsurkunde stammt vom 28. Juni 1850 auf Eisenstein. Der Betriebsbericht 1853 erwähnt einen Steiger, zwei Hauer und zwei Schlepper, die 153 Tonnen Schotter verfahren haben. Ein Vermerk vom 6. Oktober 1863 führt u. a. aus: „Es wurden keine lohnenden Ergebnisse erzielt. Der Eisenstein ist arm und nicht so billig zu gewinnen.“ Ab 22. Oktober 1863 beantragte man Fristung und wiederholte sie am 16. August 1864. 
Interessant ist die Verhandlung auf Grube Weiß am 24. August 1857. Hier wurde vor dem Revierbeamten Pfähler der technische Grubenbeamte Wilhelm Best für das Eisensteinbergwerk Eisenkrämer vereidigt, u. a. folgende Pflichten sorgfältig zu erfüllen: Lohnungstabellen gewissenhaft führen, die richtigen Gedinge und Schichtlöhne nachzuweisen, die Auslohnung zu überwachen, gewissenhafte Notierung der Produkte und deren Abfuhr, die Rechnungen der Materialien, Gezähestücke und Schmiedearbeiten genau zu prüfen usw. Offensichtlich war der auf der Grube Weiß beschäftigte Best nebenbei auch für die Grube Eisenkrämer verantwortlich. Der Hauptbetriebspunkt lag ca. 100 in nördlicher Richtung hinter dem Hof des Landwirtes Peter Brombach in Berg 1. Über die weiteren Betriebstätigkeiten ist nichts bekannt.